# برون‌یابی

مثالی دیداری از مسئله برون‌یابی، شامل انتساب یک مقدار معنی‌دار به جعبه آبی در است، با این فرض که نقاط داده قرمز به ما داده شده‌است.

برون‌یابی (به انگلیسی: Extrapolation) در ریاضیات، نوعی تخمین برای مواردی در «فرای محدوده مشاهدات اصلی» برای مقدار یک متغیر بر اساس روابط آن با متغیر دیگر است. این مفهوم مشابه درون‌یابی است که در آن تخمین‌هایی بین مشاهدات شناخته شده تولید می‌گردد، اما برون‌یابی در معرض عدم‌قطعیت بزرگتری است، همچنین خطر بالاتری برای تولید نتایج بی‌معنی دارد. برون‌یابی ممکن است به معنی گسترش یک شگرد (متد) باشد، با این فرض که شگردهای مشابهی قابل اعمال است. برون‌یابی همچنین می‌تواند به تجربه یک انسان دربارهٔ طرح‌ریزی، گسترش، یا بسط‌دادن تجربه شناخته‌شده به یک حوزه شناخته‌نشده یا قبلاً تجربه‌نشده اعمال گردد تا در نتیجه آن به یک دانش ناشناخته (معمولا حدسی) برسیم (مثلا یک راننده، هنگام رانندگی، شرایط یک جاده را برای شرایط فرای دید خود برون‌یابی می‌کند). روش برون‌یابی به را می‌توان به مسئله بازسازی داخلی نیز اعمال کرد.